# Паулюс Пултіневичус
Паулюс Пултіневичус (лит. Paulius Pultinevicius) — литовський шахіст, наймолодший гросмейстер в історії Литви.

## Біографія

### Ранні роки
Народився 19 травня 2000 року у місті Маріямполе.
Почав грати у шахи у шестирічному віці. Його постійним тренером є Роландас Мартинкус.
Навчався у гімназії Rygiškės Jono та спортивній школі; брав участь у змаганнях, посідаючи призові місця.

### Шахова кар'єра
У 2014 році посів перше місце на молодіжному чемпіонаті Європи з шахів,  повторивши успіх  у  2015 році.
У 2016 виграв молодіжний чемпіонат світу з шахів; отримав звання міжнародного майстра.
У 2019 отримав звання гросмейстера.
У 2020 році переміг на 40-му міжнародному шаховому турнірі Plunge Open 2020.
У 2022 році став переможцем турніру «А» відкритого чемпіонату Ризького технічного університету.
У 2023 році переміг на турнірі International Prix Mohammed VI.

### Навчання
Навчається в Університеті Миколаса Ромеріса на факультеті публічного управління та бізнесу; є одним з найкращих студентів-спортсменів. У 2023 році виграв відкритий чемпіонат Університету з бліцу.

## Цитати
«Я багато чого досяг, але точно не збираюсь зупинятися».